# Nuncjusze apostolscy w Chinach
Nuncjusze apostolscy w Chinach – nuncjusze apostolscy w Chinach są reprezentantami Stolicy Apostolskiej przy rządzie Republiki Chińskiej. Obecnie nuncjatura apostolska mieści się w Tajpej przy 87 Ai Guo East Road.

## Historia
Chiny nawiązały stosunki dyplomatyczne z Watykanem w sierpniu 1922. 11 sierpnia 1922 otworzono nuncjaturę apostolską Pekinie oraz mianowano pierwszego delegata apostolskiego – arcybiskupa Celso Costantini.
W 1951 po zerwaniu stosunków dyplomatycznych przez rząd komunistyczny nuncjusz Antonio Riberi przeniósł siedzibę nuncjatury do Tajpej. Formalnie nuncjusze w randze arcybiskupa kierowali nuncjaturą w Tajpej do roku 1979 (choć ostatni nuncjusz – arcybiskup Edward Cassidy od 1973 rezydował w Bangladeszu.
Od 1978 Watykan obniżył rangę dyplomaty kierującego formalnie nadal nuncjaturą apostolską. Od 1978 dyplomacji w randze Chargé d’affaires kierujący nuncjaturą nie otrzymują sakry biskupiej (jak to jest zwyczajem we wszystkich pozostałych krajach).

## Delegaci i nuncjusze apostolscy w Pekinie
| lp. | lata      | nuncjusz         | kraj pochodzenia | Uwagi |
| --- | --------- | ---------------- | ---------------- | ----- |
| 1   | 1922–1933 | Celso Costantini | Włochy           |       |
| 2   | 1934–1946 | Mario Zanin      | Włochy           |       |
| 3   | 1946–1951 | Antonio Riberi   | Włochy           |       |

## Nuncjusze apostolscy w Tajpej
| lp. | lata      | nuncjusz        | kraj pochodzenia | Uwagi                            |
| --- | --------- | --------------- | ---------------- | -------------------------------- |
| 1   | 1951–1959 | Antonio Riberi  | Włochy           |                                  |
| 2   | 1959–1967 | Giuseppe Caprio | Włochy           |                                  |
| 3   | 1967–1970 | Luigi Accogli   | Włochy           |                                  |
| 3   | 1970–1979 | Edward Cassidy  | Australia        | od 1973 rezydujący w Bangladeszu |

## Chargé d’affaires kierujący nuncjaturą apostolską w Chinach (Tajpej)
| lp. | lata      | nuncjusz           | kraj pochodzenia     | Uwagi                     |
| --- | --------- | ------------------ | -------------------- | ------------------------- |
| 1   | 1978–1986 | Paolo Giglio       | Malta                | protonotariusz apostolski |
| 2   | 1986–1988 | Piero Biggio       | Włochy               | prałat                    |
| 3   | 1988–1992 | Adriano Bernardini | Włochy               | prałat                    |
| 4   | 1992–1995 | Juliusz Janusz     | Polska               | prałat                    |
| 5   | 1995–1999 | Joseph Chennoth    | Indie                | prałat                    |
| 6   | 1999–2001 | Adolfo Yllana      | Filipiny             | prałat                    |
| 7   | 2001–2003 | James Green        | Stany Zjednoczone    | prałat                    |
| 8   | 2003–2008 | Ambrose Madtha     | Indie                | prałat                    |
| 9   | 2008–2016 | Paul Russell       | Stany Zjednoczone    | prałat                    |
| 10  | 2016–2019 | Slađan Ćosić       | Bośnia i Hercegowina | prałat                    |
| 11  | 2019–2022 | Arnaldo Catalan    | Filipiny             | prałat                    |
| 12  | od 2022   | Stefano Mazzotti   | Włochy               | prałat                    |

## Źródła zewnętrzne
- Informacje na temat stosunków dyplomatycznych Chiny-Watykan
- Nuncjatura apostolska w Chinach na stronie apostolische-nachfolge.de. apostolische-nachfolge.de. [zarchiwizowane z tego adresu (2019-05-20)].
- Krótka nota na Catholic-Hierarchy (ang.)